# Moradabad (distrikt)
Moradabad (hindi: मोरादाबाद ज़िला, urdu: مراد آباد ضلع) er et distrikt i den indiske delstat Uttar Pradesh. Distriktets hovedstad er Moradabad. 

## Demografi
Ved folketællingen i 2011 var der 4,773,138 indbyggere i distriktet, mod 3,810,983 i 2001. Den urbane befolkningen udgør 33,01 % af befolkningen.
Børn i alderen 0 til 6 år udgjorde 15,99 % i 2011 mod 20,31 % i 2001. Antallet af piger i den alder per tusinde drenge er 912 i 2011, det samme som i 2001.